# 烏古孫澤
乌古孙泽（1250年—1315年）字润甫，号懒斋，元朝大臣，女真族，乌古孙氏，临潢（今内蒙古巴林左旗）人。金朝明威将军乌古孙璧的孙子，乌古孙仲的儿子。
先世为女真乌古孙部，以其为姓氏。乌古孙泽为人刚毅，不事章句，才干过人，倜傥有大志。忽必烈时，从军灭南宋，任淮东大都督府令史。元帅唆都兵下闽、越，征辟为元帅府提控案牍。至元十四年（1277年）为唆都提出消灭南宋残余势力的方略，最后文天祥军兵败江西，赵昺和张世杰死于海中。元军克福州，进攻兴化，唆都想要屠城，乌古孙泽劝止。命知兴化军，历任福建行省都事、兴化路总管府事、永州路判官。至元二十九年（1292年），以行省员外郎从攻海南黎族，升广南西道宣慰副使、广西两江道宣慰副使、佥都元帅府事。作《司规》三十二章以教民，发官仓赈济饥民，减免租赋。后为海北海南道廉访使，使雷州百姓浚故湖筑大堤，兴修水利，得良田数千顷。元武宗至大元年（1308年），改任福建廉访使，因母老请求归乡。元仁宗延祐二年（1315年）病故，谥正宪。其子烏古孫良楨。